# Dalbergia catipenonii
 (août 2016).
Espèce
Classification phylogénétique
Statut de conservation UICN

 VU  : Vulnérable
Dalbergia catipenonii est une espèce de plante du genre Dalbergia de la famille des Leguminosae.